# Ulrich Huber (Rechtswissenschaftler, 1936)
Ulrich Huber (geboren 23. März 1936 in Kiel; gestorben 22. Februar 2023 in Bonn) war ein deutscher Rechtswissenschaftler und Hochschullehrer.

## Leben
Ulrich Hubers Vater war der Staatsrechtslehrer Ernst Rudolf Huber, seine Mutter Tula Huber-Simons arbeitete als Rechtsanwältin, der ehemalige evangelische Bischof Wolfgang Huber ist einer seiner vier Brüder. Er besuchte von 1942 bis 1944 im vom Deutschen Reich okkupierten Straßburg die Volksschule. Bei der Befreiung des Elsass 1944 floh die Familie nach Falkau im Hochschwarzwald, ab 1949 wohnte sie in Freiburg im Breisgau. Huber besuchte ab 1946 das Internat Birklehof, wo er 1954 am humanistischen Gymnasium das Abitur machte.
Huber studierte Rechtswissenschaft in Freiburg im Breisgau, München und Heidelberg. Ab 1958 war er wissenschaftliche Hilfskraft bei Rolf Serick. Huber legte 1962 das zweite juristische Staatsexamen ab. Von 1962 bis 1968 war er wissenschaftlicher Assistent an der Universität Heidelberg. Er wurde 1963 promoviert und habilitierte sich 1968 in Handels-, Wirtschafts- und Bürgerlichem Recht in Heidelberg. Huber ging 1971 an die Universität des Saarlandes und wurde 1973 ordentlicher Professor für Handels- und Wirtschaftsrecht an der Universität Bonn. Er wurde dort Mitdirektor des Instituts für Handels- und Wirtschaftsrecht und des Zentrums für Europäisches Wirtschaftsrecht.
1961 heiratete er Erika Heimpel, Tochter des Historikers Hermann Heimpel. Das Ehepaar hatte vier Kinder, darunter den Eisenbahnmanager Berthold Huber.

## Schriften (Auswahl)
- Die Sicherungsgrundschuld. Verlag Recht und Wirtschaft, Heidelberg 1965.
- Vermögensanteil, Kapitalanteil und Gesellschaftsanteil an Personalgesellschaften des Handelsrechts. C. Winter Universitätsverlag, Heidelberg 1970.
- mit Bodo Börner: Gemeinschaftsunternehmen im deutschen und europäischen Wettbewerbsrecht. Heymann, Köln 1978.
- mit Erik Jayme (Hrsg.): Festschrift für Rolf Serick zum 70. Geburtstag. Verlag Recht und Wirtschaft, Heidelberg 1992.
- Leistungsstörungen. Bd. 1: Die allgemeinen Grundlagen, der Tatbestand des Schuldnerverzugs, die vom Schuldner zu vertretenden Umstände. Mohr-Siebeck, Tübingen 1999.
- Gesammelte Schriften. Hrsg. von Theodor Baums und Johannes Wertenbruch. Mohr-Siebeck, Tübingen 2016, ISBN 978-3-16-154428-6.